# Индекс автомобильных номеров Казахстана
Регистрационные номерные знаки Казахстана — номерной знак, применяющийся для регистрации легковых и грузовых автомобилей, автобусов, мотоциклов, прицепной и спецтехники на территории республики Казахстан.

## История
Впервые номера на автомобилях Казахстана появились во времена СССР. С этого времени и вплоть до 1993 года в стране использовались автомобильные номера советского образца, принадлежавшие Казахской АССР и Казахской ССР.
В 1993 году на территории Казахстана введены номерные знаки собственного стандарта. В принудительном порядке были заменены все черные и белые номера, выпущенные при СССР, также новый номер имел латинские буквы в номерном знаке. Срок замены был ограничен. Был введен запрет на управление транспортом на старых советских номерах. У авто и мотоциклов со старыми номерами, которые не попали в новую электронную базу, впоследствии возникали проблемы со снятием и постановкой на учёт.
С конца 2012 года в Казахстане начата выдача номеров нового образца, значительно отличающихся от предыдущего.

## Номера образца 1993 года

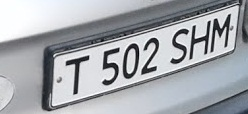
Номерной знак Казахстана (образец 1993 г.)

Номерные знаки автомобилей образца 1993 года в Казахстане представляют собой металлическую пластину прямоугольной и/или квадратной формы с чёрными символами на белом фоне, в формате одна буква, три цифры и ещё две или три буквы латинского алфавита. По первой букве перед цифрами можно отследить место регистрации (область или города республиканского значения). Если после цифр указаны две буквы, то автомобиль зарегистрирован на юридическое лицо. Если после цифр указаны три буквы, то автомобиль зарегистрирован на физическое лицо. Для автомобилей с нестандартным местом крепления заднего знака и для большинства автомобилей производства Японии были предусмотрены квадратные варианты номерных знаков, где в верхнем ряду писалась буква региона и три цифры, а в нижнем две (юридические лица) или три (физические лица) буквы.
Республика Казахстан — вместе с Узбекистаном одно из немногих государств в СНГ, в своё время отказавшееся от нанесения символов на номерах, зарегистрированных на юридических и физических лиц, идентифицирующих государственную принадлежность. На автомобильных номерах образца 1993 года отсутствовали изображения Флага, Герба либо буквенный код Республики Казахстан. Исключение составляли номера серии KZ, ADM, и AV автомобилей, обслуживающих аппарат Администрации Президента Казахстана, первых лиц Правительства Республики Казахстан и Парламент РК.
Первоначально предполагалось назначать на все номера автомобилей физических лиц последнюю из трёх букв после цифр — M (от слова меншік — по-казахски частный), но ввиду исчерпания всех возможных комбинаций (в первую очередь для автотранспорта, зарегистрированного в г. Алматы) из трёх цифр и трёх букв, ввели последовательно в качестве третьей буквы N а затем и O. Последняя введённая буква на осень 2011-го в г. Алматы — буква P.

Из латинского алфавита для индексации до 2018 года не применялись буквы G, J, Q и I. С 2018 года эти буквы разрешены. Также не допускаются к индексации числа из одних цифр ноль. 

|  |  |  |  |

Цифры и буквы регистрационных знаков должны быть повторены на задней стенке кузовов грузовых автомобилей, прицепов (кроме прицепов к легковым автомобилям и мотоциклам) и автобусов (кроме особо малых).

### Особенности регистрационных номеров служебных машин
Номера стандартного образца для служебных автомобилей регистрируемых на государственные органы:
- принадлежащих Управлению делами Президента РК, имеют в окончании буквы UD (аббревиатура от латинской транслитерации русского названия Управление Делами);
- принадлежащих службе охраны президента, имеют в окончании буквы AV, KZ, SK;
- принадлежащих Верховному Суду РК, имеют в окончании буквы VP;
- принадлежащих прокуратуре — PK (аббревиатура от Prosecutor of Kazakhstan);
- принадлежащих КНБ РК, имеют в окончании буквы NS (аббревиатура от National Security). Ранее выдавались номера, имевшие в окончании буквы AK;
- принадлежащих департаментам внутренних дел — AC;
- принадлежащих противопожарным департаментам Комитета чрезвычайных ситуаций МВД РК обозначены серией KK;
- принадлежащих областным и городским акиматам, имеют в окончании буквы АА (аббревиатура от латинской транслитерации русского названия Аппарат Акима)., потом стали выдавать номера с окончанием «AV»;
- принадлежащих маслихатам — MA (аббревиатура от латинской транслитерации названия МАслихат);

Номера для служебных автомобилей регистрировавшихся на упразднённые или реорганизованные ведомства:
- принадлежавших бывшему Агентству Республики Казахстан по борьбе с экономической и коррупционной преступностью (Финансовая Полиция), имели в окончании буквы SP (аббревиатура от латинской транслитерации Салық Полициясы — Налоговая Полиция);
- принадлежавших бывшему Таможенному Комитету Министерства финансов Республики Казахстан, имели в окончании буквы ТК (аббревиатура от латинской транслитерации русского названия Таможенный Комитет).

### Номера высшего руководства и их служб
- Номера автомобилей, обслуживающих депутатский корпус Парламента РК имеют следующий формат — на белом фоне после изображения буквенного индекса KZ белого цвета в голубом овале с чёрной каймой, следуют чёрными символами три цифры и две буквы AV.
- Номера автомобилей технического, обслуживающего аппарат Администрации Президента Казахстана и Парламент РК имеют два формата. Первый формат— на белом фоне после изображения буквенного индекса KZ чёрного цвета в белом овале с чёрной каймой, следуют чёрными символами три цифры и три буквы ADM (сокращение от «Администрация»). Второй формат — на белом фоне после изображения буквенного индекса KZ белого цвета в голубом овале с чёрной каймой, следуют чёрными символами три цифры и три буквы AST (сокращение от «Астана»).
- Номера автомобилей, принадлежащих ХОЗУ (Хозяйственное Управление Парламента РК) имеют следующий формат — на белом фоне после изображения буквенного индекса KZ белого цвета в голубом овале с чёрной каймой, следуют чёрными символами три цифры и две буквы UD (сокращение от русского произношения — «Управление Делами»).
- Номера автомобилей, принадлежащих Службе Охраны Президента РК (СОП) имеют следующий формат — на белом фоне две чёрные цифры и две чёрные буквы SK (сокращение от Security Kazakhstan).
- Номера представительских автомобилей, обслуживающих Президента РК и первых лиц Правительства Республики Казахстан имеют следующий формат — на белом фоне после изображения Флага Республики Казахстан следуют две чёрные цифры и две чёрные буквы KZ. Цифры 01 принадлежат Президенту РК, 02 — Премьер-министру, 03 и 04 — спикерам мажилиса и сената соответственно, 05 — Госсекретарю.

|  |  |  |  |

#### Номера КНБ (Комитета национальной безопасности)
Автомобили Комитета национальной безопасности имеют регистрационные номера следующей цветовой гаммы — чёрные символы на белом фоне, в формате одна буква (обозначение области), три цифры и ещё две буквы — NS (сокращение от National Security - Национальная безопасность), Ранее выдавались номера, имевшие в окончании буквы AK.

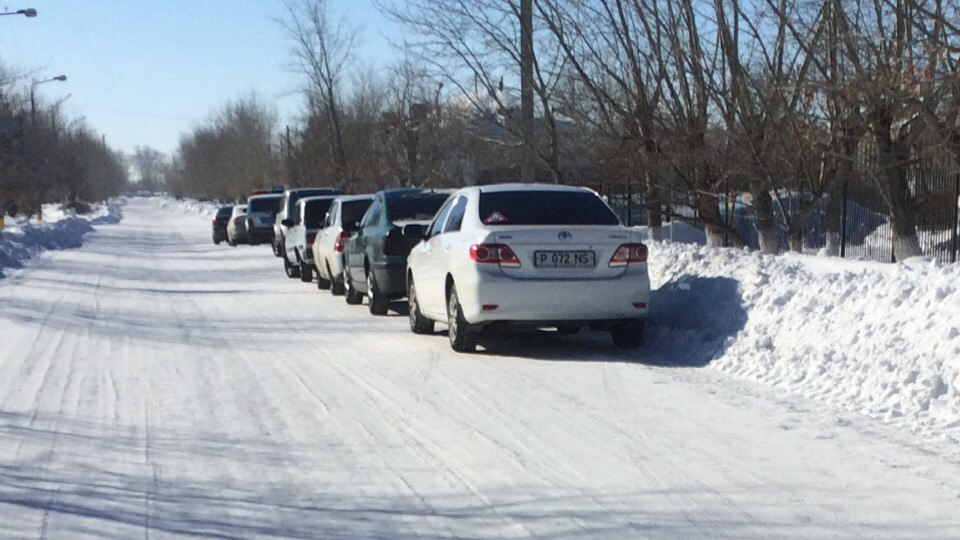
Служебный автомобиль Комитета национальной безопасности Республики Казахстан.

### Номера МВД (полиции)
Автомобили Министерства Внутренних Дел РК имеют регистрационные номера следующей цветовой гаммы — белые символы на синем фоне, в формате одна буква (обозначение области), три цифры и ещё две буквы — KP (сокращение от Kazakhstan Policijasy — Казахстанская Полиция). Ранее выдавались серии — AC, AN, ZZ, AW. На номере также присутствует геральдическая эмблема МВД РК — стилизованные Щит и Меч. Для автомобилей, закреплённых за Региональными Управлениями по Борьбе с Организованной Преступностью при МВД РК (РУБОП), закреплены принятые для полицейских машин регистрационные номера с той разницей, что первая буква в номере принадлежит несуществующим ныне областям. К примеру, номера автомобилей Южного РУБОПа начинаются на букву К — ранее обозначавшей Жезказганскую область.
|  |

Номера служебных мотоциклов (а в Казахстане все служебные мотоциклы принадлежат Дорожной Полиции Министерству Внутренних Дел) имеют формат номера стандартный, как для автомобилей регистрируемых на юридических лиц — в формате буква, три цифры и две буквы. Буква перед цифрами обозначает место регистрации (область или города республиканского значения). В случае с мотоциклами Дорожной Полиции МВД РК принята следующая цветовая гамма формата номера — белые символы на синем фоне. На номере также присутствует геральдическая эмблема МВД РК — стилизованные Щит и Меч.
|  |

### Номера военных автомобилей
Для автотранспорта Министерства Обороны РК (МО РК) в войсковых частях и для автотранспорта Пограничной Службы (пограничных войск) Комитета Национальной Безопасности РК сохранена советская система индексации — с белыми символами на чёрном фоне — 4 цифры, разделённые попарно дефисом, и две буквы на кириллице.

В номерах для автотранспорта Министерства Обороны РК в войсковых частях перед цифрами добавляется белая пятиконечная звезда, а цифры не разделяются дефисом. Для автотранспорта обслуживающего Министерство Обороны — принята индексация с чёрными символами на белом фоне — 4 цифры, две буквы АА и синяя звезда перед цифрами.

Для автомобилей Военной Полиции и Военной Автоинспекции в составе Вооружённых Сил РК предусмотрен регистрационный номер из 4 цифр и букв ВП.

Для автомобилей региональных управлений Пограничной Службы КНБ РК введена серия ШК (от казахского шекара қызметі — пограничная служба). Для автомобилей числящихся за пограничными отрядами закреплены серии с первой буквой «Ш» и второй буквой по заглавной из названия отряда в русском произношении. К примеру, автомобили Чунджинского пограничного отряда имеют серию ШЧ. 

Автомобилям Внутренних Войск МВД РК, Войск МЧС РК, Республиканской Гвардии выдаются регистрационные номера как юридическим лицам — с чёрными символами на белом фоне. В формате одна буква (обозначение области), три цифры и ещё две буквы. Для Внутренних Войск это — BB (сокращение от русского произношения ведомства), с 2016 года — UU (от казахского Ulttyk Ulan — Национальная Гвардия). Для Республиканской Гвардии — АЕ.
|  |  |  |

### Номера мотоциклов
Номера мотоциклов стандарта 1993 года, зарегистрированных на физических лиц, имеют следующий формат — на белом фоне чёрными символами 4 цифры в верхнем ряду, и две буквы латинского алфавита — в нижнем. Первая буква обозначает место регистрации (область или города республиканского значения).

|  |

### Номера прицепов
Для прицепной техники существует свой вид номеров — квадратная пластина белого цвета со скошенными нижними углами, на которой чёрными символами написаны четыре цифры в верхнем ряду и две буквы — в нижнем, первая буква обозначает регион регистрации.
|  |

### Номера тракторов и спецтехники
До 2003 года данные знаки не имели региональной привязки, выполнялись чёрными символами на белом фоне, форма пластины — квадрат со скошенными нижними углами, формат: в верхнем ряду три цифры и буква «Т», в нижнем — три буквы. С 2003 года для тракторов, дорожностроительной техники, грейдеров, катков, авто- и электрокаров, прицепов со специализированной аппаратурой (генераторы, компрессоры, передвижные гидронасосные станции, передвижные битумные печи и т. д.) были приняты регистрационные знаки с региональной привязкой, представляющие собой шестиугольную пластину, образованную из прямоугольника со срезанными верхними (прицепная техника) либо нижними углами (двигательная техника), для двигательной техники используется также квадратная пластина без обрезанных углов.
Выполняются номера жёлтыми символами на синем фоне, форматы номеров:
- пластина со скошенными нижними углами: в верхнем ряду буква региона и три цифры, в нижнем — три буквы;
- пластина со скошенными верхними углами: зеркально отражённый по вертикали предыдущий номер;
- квадратная пластина: в верхнем ряду три буквы, в нижнем — три цифры и буква региона;
- пластина с подрезанными нижними углами: зеркально отражённый по вертикали квадратный номер.

|  |  |  |  |  |

В августе 2013 года было заявлено, что данные номера в ближайшее время меняться не будут, так как внедрены сравнительно недавно, да и спецтехника не участвует в международном движении.

### Транзитные номерные знаки
Транзитные номерные знаки выдаются транспортным средствам, временно допущенным к дорожному движению. Выполняются они на бумажной основе в форме квадрата, закрепляются под передним и задним стёклами. Формат номера следующий: на самом верху, в заголовке надпись «TRANZIT», под ней — четыре цифры, под цифрами — две буквы (первая буква — код региона) и автомобильный код «KZ» в овале.
|  |

Данные номера выдаются в Казахстане по сей день, однако нередки случаи отступления от приведённого внешнего вида. Так, встречались транзитные номера выполненные другим шрифтом, на бумаге другого размера и даже цвета, в некоторых МРЭО выдавали 5-значные номера, а, начиная примерно с 2014 года стали встречаться номера с числовым обозначением региона вместо двух букв. Редко, но встречались даже однорядные транзитные номера, размером со стандартную пластину.

### Номерные знаки нерезидентов Казахстана
Знаки данного вида устанавливаются на ТС, принадлежащие иностранным гражданам и предприятиям (в том числе банкам и торгпредствам, осуществляющим свою деятельность на территории Казахстана), а также совместным предприятиям. Внешний вид и формат образца 1993 года полностью унаследован от советских номерных знаков для иностранных граждан и предприятий; они содержат букву и шесть цифр чёрного цвета на жёлтом фоне. Буква означает статус нерезидента, а первые три цифры — код страны (как на дипломатических номерах) или код региона, где зарегистрировано ТС. Буква обозначает:

K — иностранные СМИ (бюро и корпункты), а также их сотрудники (журналисты и корреспонденты). Первые три цифры означают код страны (как на дипломатических номерных знаках).

М — иностранные предприятия (в том числе торговые представительства и представительства банков). Первые три цифры означают код страны (как на дипломатических номерных знаках).

Н — совместные предприятия и иностранные граждане. Первые три цифры означают код региона. Изначально использовались старые советские коды в диапазоне от 603 до 622; позднее были введены коды, начинающиеся на 7, ещё позже — на 8.

Р — номерные знаки для экспорта или выезда за пределы Казахстана. Первые три цифры означают код региона.
Прицепной и мотоциклетный номерные знаки нерезидентов Казахстана отличаются от обычных прицепного и мотоциклетного знаков жёлтым фоном. В формате также 4 цифры и две латинские буквы. Первая буква означает код региона, вторая буква — Х. Существует и номерной знак спецтехники нерезидентов, он также имеет жёлтый фон, форма пластины — квадратная, в верхнем ряду содержатся три цифры, в нижнем — три буквы.
|  |  |  |

### Дипломатические номерные знаки
Внешний вид и формат номерных знаков стандарта 1993 года унаследован от советских дипломатических знаков. Они содержат букву и шесть цифр белого цвета на красном фоне. Буква означает статус сотрудника диппредставительства, первые три цифры — код диппредставительства (страны или международной организации). Буквы статуса могут быть следующими:
D — сотрудник с дипломатическим статусом 

T — сотрудник технического персонала 

CMD — автомобиль главы диппредставительства, при этом номерной знак приобретает вид CMD и четыре цифры.
|  |  |  |

Номерные знаки машин представительства ООН содержат в формате белые символы на голубом фоне. Формат — буквы серии «UN» и три цифры.
|  |

## Номера образца 2012 года
В 2012 году началась выдача номерных знаков нового образца. Принцип остался неизменным — те же 3 цифры и 3 (физическое лицо) или 2 буквы (юридическое лицо). Однако появились важные отличия: слева добавлен флаг Казахстана и индекс KZ, а справа, в обособленном окне — код региона из двух цифр. Также изменился шрифт номеров — теперь он стилизован под международный. Номера были утверждены ещё в 2011 году, но выдача началась лишь в декабре 2012 года в Алма-Ате.
Остались и квадратные варианты номеров. На них окно с числовым значением региона помещается в левый нижний угол, над ним рисуется флаг Казахстана и код «KZ», три цифры ставятся в верхнем ряду, а буквы — в нижнем. С марта 2020 года было принято решение выдавать номерные знаки с маркировкой двумерного матричного штрихкода (DataMatrix), он располагается между флагом и буквами KZ.
| Juz |

### Номера высшего руководства и их служб
С конца 2012 года начинается выдача новых номеров. От прежних их отличает наличие с левой стороны государственного флага республики Казахстан и кода «KZ», написанного под ним вместо овала с кодом «KZ». Номер автомобиля Президента РК остался без изменений.
|  |  |  |  |

### Номера МВД (полиции)
С конца 2012 года начата выдача номеров нового формата. Формат аналогичен новому формату номеров юридических лиц и мотоциклов, но выполняется тёмно-синими символами, используемое буквосочетание — KP (от Kazakhstani Police), размер букв и цифр — одинаковый.

|  |  |
|  |  |

#### Версия номеров МВД 2015 года
С конца 2015 года автомобилям полиции и МЧС начали выдавать номера нового образца. Была возвращена цветовая гамма «тёмно-синий фон, белые символы», на номере слева помещается государственная символика, после чего следуют четыре цифры. Справа в отдельном окне располагается двузначный код региона.
|  |

### Номера военных автомобилей
В августе 2013 года было заявлено, что с начала 2014 года военные номера также будут изменены: на них появится регион регистрации и автомобильный код «KZ», но государственный флаг будет отсутствовать.
С конца 2014 года начали выдавать новые военные номера. Цветовые гаммы остались прежние, формат — как у номеров юридических лиц, только размеры букв и цифр одинаковы, а вместо флага — звёздочка. Буквосочетания: МО - Министерство Обороны, MP - Military Police.
|  |  |

В июне 2015 года Комитетом административной полиции были утверждены новые номерные знаки для автомобильного транспорта Пограничной службы КНБ РК. В Пограничной службе КНБ РК пояснили, что зелёный фон номерного знака был выбран в соответствии с тем, что основным цветом символов Пограничной службы является зелёный цвет — флаг Пограничной службы, эмблема, фуражка. Звёздочка на номерном знаке означает принадлежность Пограничной службы к войскам Республики Казахстан, буквы ВS означают — Border Service — пограничная служба с английского языка.
|  |

Кроме однорядных и двухрядных автомобильных номеров, введены также номера для прочей техники (прицепы, мотоциклы). Формат номеров похож на гражданские мотоциклетные, но буквы и цифры равны по размеру, а вместо флага Казахстана — звезда. Цветовая гамма номеров — одна из трёх описанных выше.
Номер региона на всех типах военных номеров не всегда совпадает с гражданской нумерацией (например, номерные знаки автотранспорта пограничной службы Восточно-Казахстанской области заканчиваются на 05 — код Алматинской области).

### Номера мотоциклов
С конца 2012 года мотоциклам выдаётся новый формат номеров. Номер представляет собой квадратную пластину, в верхнем левом углу изображён флаг Казахстана с подписанным под ним кодом «KZ»; в нижнем левом углу в отдельном окне — цифровой код региона. В верхнем ряду помещаются две цифры, в нижнем — две буквы.
|  |

### Номера прицепов
С конца 2012 года прицепной технике выдаются номерные знаки нового образца. Номер представляет собой квадратную пластину, в верхнем левом углу изображён флаг Казахстана с подписанным под ним кодом «KZ»; в нижнем левом углу в отдельном окне — цифровой код региона. В верхнем ряду помещаются три буквы, в нижнем — две цифры. Существует и однорядный вариант номера.
|  |

### Номерные знаки нерезидентов Казахстана
С конца 2012 года вводятся новые номерные знаки для нерезидентов. Цветовая гамма номеров сохраняется, в левой части номера помещается государственный флаг Казахстана и код «KZ».
Номерные знаки серий К (корреспонденты) и М (иностранные компании) имеют следующий формат: после флага следует буква, три цифры мелким шрифтом и ещё три цифры крупным шрифтом, мелкие цифры обозначают код страны. При двухрядном исполнении номерного знака, буква и три первые цифры помещаются в верхнем ряду, три последние цифры — в нижнем.
|  |  |

Номерные знаки серий Н (с лета 2016 года также C англ. Commerce - коммерция, совместные предприятия, с конца 2020 года также L), серии F (англ. Foreigners - иностранные граждане) серии A (автомобили, ввезёные из стран ЕАЭС, после отмены 18 региона) имеют иной формат: после флага следует буква и четыре цифры, после которых в отдельном окне пишется регион регистрации. При двухрядном исполнении номерного знака, буква и две цифры помещаются в верхнем ряду, оставшиеся две цифры — в нижнем; код региона помещается в отдельном окне под флагом и кодом «KZ». Таким образом, советская и постсоветская трёхзначная кодировка региона уходит в прошлое, код региона теперь совпадает с кодом на общегражданских номерных знаках.
|  |  |

### Номерные знаки временно зарегистрированных в Казахстане автомобилей
Специальные номерные знаки с начала 2020 года получали временно зарегистрированные в Казахстане автомобили, ввезённые из стран ЕАЭС. Цветовая гамма как на номерных знаках для нерезидентов — жёлтый. Формат: после флага следовала буква и четыре цифры, после которых в отдельном окне писался условный регион регистрации — 18. На данный момент данный формат не выдаётся, т.к. было принято решение легализовать авто, ввезённые из стран ЕАЭС и выдавать на них номерные знаки нерезидентов с первой буквой A.
Сейчас 18 регион используется для Абайской области.

### Дипломатические номерные знаки
В 2012 году был разработан новый вид дипломатических номерных знаков. Цветовая гамма номеров сохраняется, в левой части номера помещается государственный флаг Казахстана и код «KZ». После флага следует буква и три цифры мелким шрифтом и ещё три цифры крупным шрифтом, мелкие цифры обозначают код страны; с правого края помещается наклейка с датой действия номера. При двухрядном исполнении номерного знака, буква и три первые цифры помещаются в верхнем ряду, три последние цифры — в нижнем, наклейка помещается под флагом и кодом «KZ». Данные номера начали реально выдаваться только со второй половины 2015 года, при этом никаких наклеек на номер не помещается.
|           |                            |  |  |  |  |
| AQ 022 02 | Авиационная служба КНБ РК. |  |  |  |  |

BS 022 02   Пограничной службы к войскам Республики Казахстан, буквы
Также вводятся новые виды номерных знаков:
- Для почётных консулов. Цветовая гамма номера — чёрно-жёлтая (как у нерезидентов). Формат: флаг РК с кодом, буквосочетание HC (англ. Honorary Consul — почётный консул), четыре цифры, наклейка. При двухрядном исполнении номерного знака, буквы помещаются в верхнем ряду, цифры — в нижнем, наклейка помещается под флагом и кодом «KZ».

|  |  |

- Для автомобилей, участвующих в официальных церемониях. Цветовая гамма как у дипломатических номеров, слева помещается флаг Казахстана и код «KZ», далее на всю длину пластины пишется слово «PROTOCOL».

|  |

## Кодификация регионов
| Регион                                                                                   | Код до 1993 года | Код с 1993 года | Иностранцы (до 2012 года)                     | Код с 2012 года         |
| ---------------------------------------------------------------------------------------- | ---------------- | --------------- | --------------------------------------------- | ----------------------- |
| Астана                                                                                   | АК, ЦЛ           | Z               | 623, 745, 776, 791, 797, 801                  | 01                      |
| Алматы                                                                                   | АТ               | A               | 603, 703—716, 762—769, 777, 779—784, 786, 808 | 02                      |
| Шымкент                                                                                  | ЧМ               | X               | 622, 757                                      | 17 (с июня 2018)        |
| Акмолинская область                                                                      | АК, ЦЛ           | C               | 621                                           | 03                      |
| Актюбинская область                                                                      | АЮ               | D               | 605, 617, 774, 794, 805                       | 04                      |
| Алматинская область                                                                      | АП               | B               | 604, 717—719, 770                             | 05                      |
| Атырауская область                                                                       | ГТ, ША           | E               | 607, 720—726                                  | 06                      |
| Западно-Казахстанская область                                                            | УТ               | L               | 620, 730—732                                  | 07                      |
| Жамбылская область                                                                       | ДЖ               | H               | 608                                           | 08                      |
| Карагандинская область                                                                   | КГ               | M               | 610, 740—744, 795, 804                        | 09                      |
| Костанайская область                                                                     | НЖ               | P               | 613, 806                                      | 10                      |
| Кызылординская область                                                                   | КЗ               | N               | 611, 792, 802                                 | 11                      |
| Мангистауская область                                                                    | МШ               | R               | 614, 750, 798                                 | 12                      |
| Туркестанская область                                                                    | ЧМ               | X               | 622, 757                                      | 13                      |
| Павлодарская область                                                                     | ПА               | S               | 615, 752, 793                                 | 14                      |
| Северо-Казахстанская область                                                             | СК               | T               | 616, 617                                      | 15                      |
| Восточно-Казахстанская область                                                           | ВА, ВК           | F               | 606, 778                                      | 16                      |
| Улытауская область В 1997—2022 годах — в составе Карагандинской области                  | ДК               | K               | 609                                           | 20 (с 8 июня 2022)      |
| Кокшетауская область С 1997 года — в составе Акмолинской и Северо-Казахстанской областей | КТ               | O               | 612                                           | —                       |
| Абайская область В 1997—2022 годах — в составе Восточно-Казахстанской области            | СП               | U               | 605                                           | 18 (с 8 июня 2022)      |
| Жетысуская область В 1997—2022 годах — в составе Алматинской области                     | ТК               | V               | 618                                           | 19 (с 8 июня 2022)      |
| Тургайская область С 1997 года — в составе Костанайской и Акмолинской областей           | ТГ               | W               | 619                                           | —                       |
| ЕАЭС Временно зарегистрированные в Казахстане автомобили, ввезённые из стран ЕАЭС        | —                | —               | —                                             | 18 (выдавали в 2020 г.) |

## Коды стран на дипломатических номерах
| Код | Дипломатическое представительство                          |
| --- | ---------------------------------------------------------- |
| 001 | Соединённые Штаты Америки                                  |
| 002 | Исламская Республика Иран                                  |
| 003 | Китайская Народная Республика                              |
| 004 | Турецкая Республика                                        |
| 005 | Федеративная Республика Германия                           |
| 006 | Исламская Республика Пакистан                              |
| 007 | Государство Израиль                                        |
| 008 | Республика Индия                                           |
| 009 | Канада                                                     |
| 010 | Корейская Народно-Демократическая Республика               |
| 011 | Французская Республика                                     |
| 012 | Монголия                                                   |
| 013 | Итальянская Республика                                     |
| 014 | Республика Куба                                            |
| 015 | Венгрия                                                    |
| 016 | Ливийская Республика                                       |
| 017 | Румыния                                                    |
| 018 | Соединённое Королевство Великобритании и Северной Ирландии |
| 019 | Российская Федерация                                       |
| 020 | Республика Армения                                         |
| 021 | Япония                                                     |
| 022 | Международная Миссия Красного Креста                       |
| 023 | Республика Узбекистан                                      |
| 024 | Государство Палестина                                      |
| 025 | Республика Корея                                           |
| 032 | Польша                                                     |
| 037 | ЮНИСЕФ                                                     |
| 040 | Делегация Европейского союза                               |
| 044 | Австралийский Союз                                         |
| 046 | ЮНЕСКО                                                     |
| 065 | Республика Хорватия                                        |
| 085 | Иорданское Хашимитское Королевство                         |

080  Секретариат СВМДА 
081 ЕАБР